# フェデリコ・ディ・フランチェスコ
フェデリコ・ディ・フランチェスコ（Federico Di Francesco 、1994年6月14日 - ）は、イタリア・ピサ出身のプロサッカー選手。セリエB・パレルモFC所属。ポジションはFW(WG)。
元イタリア代表サッカー選手のエウゼビオ・ディ・フランチェスコは実父。

## 経歴

### クラブ
デルフィーノ・ペスカーラ1936の下部組織でプレーを始め、プリマヴェーラを経て2013年3月のパルマFC戦でプロデビュー。
2013年8月10日、500ユーロでパルマFCとの共同保有となり、直後にASグッビオ1910にレンタル移籍。2014年1月31日、古巣ペスカーラにレンタルで復帰。2014年8月8日、USクレモネーゼにレンタル移籍。
2015年6月25日、パルマの破産に伴い契約を解消。7月8日、SSヴィルトゥス・ランチャーノ1924と3年契約を結んだ。
2016年6月23日、移籍金150万ユーロでボローニャFCに移籍。
2018年7月4日、USサッスオーロ・カルチョに移籍。
2019年7月26日、S.P.A.L.に買取オプション付きでレンタル移籍。2021年に買取オプションが行使され、完全移籍となった。
2022年7月31日、USレッチェに3年契約で移籍。
2023年8月31日、パレルモFCに3年契約で移籍。

### 代表
U-19およびU-21イタリア代表歴がある。